# Stefano Contostefano
Stefano Contostefano (in greco Στέφανος Κοντοστέφανος?; 1107 circa – Corfù, 1149) è stato un militare e nobile bizantino.
Stefano nacque intorno al 1107, figlio del sebastos Isacco Contostefano, comandante militare per la maggior parte del regno di Alessio I Comneno (r. 1081-1118), culminato nel suo fallimentare intervento come ammiraglio (thalassokrator) contro i Siculo-normanni nel 1107-1108. Fu il terzo membro della famiglia a portare il nome "Stefano" dopo il capostipite della famiglia e uno zio paterno piuttosto oscuro. Intorno al 1126, sposò Anna, la figlia secondogenita dell'imperatore Giovanni II Comneno (1118-1143) e di Irene d'Ungheria, ricevendo il titolo di panhypersebastos. La coppia ebbe quattro figli: Giovanni, Alessio e Andronico, oltre a una figlia, Irene, che sposò Niceforo Brienno.
La carriera di Stefano sotto Giovanni II è sconosciuta, ma egli godeva del favore del figlio minore ed eventuale successore di Giovanni, Manuele I Comneno (1143-1180) ed è probabile che sia stato tra coloro che sostennero l'ascesa di Manuele rispetto ai diritti del fratello maggiore Isacco Comneno. Quando Manuele I decise di deporre il patriarca di Costantinopoli Cosma II Attico a causa delle simpatie di quest'ultimo per Isacco, Stefano fu tra i parenti imperiali che parteciparono al sinodo che processò e depose Cosma nel febbraio 1147, con il pretesto del suo sostegno al monaco bogomilista Nefone. Quando Cosma, infuriato per il suo licenziamento, maledisse l'imperatrice di non partorire mai un figlio maschio, Stefano, un uomo nervoso e impetuoso, secondo Niceta Coniata, cercò di attaccare il patriarca, ma all'ultimo momento si trattenne. Questo fece una cattiva impressione a tutti i presenti, ma Cosma avrebbe profetizzato che presto avrebbe ricevuto il giusto colpo come punizione.
All'inizio del 1148, Manuele lanciò una grande campagna contro Ruggero II di Sicilia, che aveva conquistato Corfù. Il megas domestikos Giovanni Axuch assunse il comando delle forze terrestri, mentre a Stefano fu affidata la flotta come megas doux. Inizialmente la campagna doveva essere condotta da Manuele in persona, ma l'arrivo dell'imperatore tedesco Corrado III a Costantinopoli costrinse Manuele a rimanere sul posto. La spedizione bizantina raggiunse Corfù nel novembre 1148 e pose l'assedio del capoluogo dell'isola. L'assedio si protrasse per tre mesi, quando una pietra lanciata da una catapulta colpì Stefano mentre stava supervisionando la costruzione di una macchina d'assedio; ferito a morte, fu trasportato dal figlio Andronico e da alcune guardie variaghe sulla sua nave ammiraglia, dove morì.
Il poeta di corte Teodoro Prodromo e il cosiddetto "Manganeios Prodromos" lo descrivono entrambi come un gigante, la cui tomba era troppo piccola per accoglierlo, e ne lodano il coraggio e i successi bellici contro i Normanni, i Turchi Selgiuchidi, i Cumani e i Peceneghi, e gli Slavi dei Balcani occidentali ("Illiri e Dalmati"). Sua moglie gli sopravvisse per diversi anni, ma non si sa quando morì; certamente fu prima del 1176.